# Stewie Kills Lois
Stewie Kills Lois (с англ. — «Стьюи убивает Лоис») — четвёртая серия шестого сезона мультсериала «Гриффины», составляющаяся вместе со следующей серией Lois Kills Stewie (с англ. — «Лоис убивает Стьюи») сдвоенный эпизод. Премьерный показ обеих серий состоялся 4 ноября 2007 года на канале FOX вместе со связанным с ним.

## Сюжет
Семья Гриффинов отмечает день рождения Лоис. Брайан, давно уже неравнодушный к ней, делает женщине дорогой подарок: два билета на океанский круиз. К его разочарованию, та отправляется в путешествие с мужем, а не с ним. Пёс с детьми остаются одни, причём Стьюи очень расстроен и искренне не понимает, как родители могли не взять его с собой.
Разъярённый Стьюи строит планы, как он будет пытать Лоис, когда та вернётся, за то, что она не взяла его с собой. Брайан, которому тоже, оказывается, по душе фантазии о мучениях и унижениях Лоис, поддерживает малыша, но потом заявляет, что ничего не изменится: «Она вернётся, и ты всё забудешь. Ты её не убьёшь, а будешь ныть и стонать, просить свой сок, потом покакаешь и уснёшь». Стьюи осознаёт, что это правда, и на этот раз решает точно убить Лоис.
Круиз супругов проходит достаточно романтично, хотя Питер и успевает вызвать неприязнь капитана судна тем, что нагадил на юте. Тем не менее Питер и Лоис приглашены на ужин за капитанский столик, где Питер шокирует всех рассказом о неудачном аборте своей жены, после которого родилась Мег. Поздно вечером в своей каюте супруги продолжают ругаться относительно поведения Питера в обществе.
Стьюи, добравшись до лайнера на крохотной моторной лодке, проникает на судно и находит Лоис, расстроенную ссорой, одиноко стоящую у борта. Достав автомат, малыш убивает свою мать. Труп Лоис падает за борт.
Шесть дней спустя расстроенная семья Гриффинов смотрит вечером дома телевизор: в новостях по-прежнему нет никаких известий о «пропавшей без вести домохозяйке из Куахога». К Питеру приходит Джо и сообщает, что поиски его жены прекращены — она признана мёртвой. Питер морально раздавлен.
Проходит год. Питер снова начинает встречаться с женщинами (в частности, с Бонни Суонсон, муж которой об этом знает и не возражает). При этом Крис до сих пор уверен, что мама просто отдыхает так долго на курорте, и даже не разглядел подмены, когда Джо, одетый как Лоис, ездил на инвалидной коляске с ним по магазинам «к 1 сентября».
Стьюи признаётся Брайану, что это именно он убил тогда Лоис. Брайан в ярости, и клянётся доказать вину малыша. Действительно, в вещах Стьюи Брайан вскоре находит чек годичной давности на аренду катера.
Тем временем Питер наконец-то получает страховку за смерть жены, а полицейскому Джо кажется подозрительным, что тот застраховал жизнь Лоис буквально за несколько часов до её исчезновения. Той же ночью Джо, Кливленд и Куагмир отправляются на поиски каких-нибудь улик к дому Питера, и в мусорном баке находят рисунки, изображающие убийство Лоис, и автомат, из которого она была застрелена. Их, буквально за минуту до прихода «сыщиков», туда выбросил Стьюи, опасающийся далее хранить улики у себя в комнате, после того как Брайан взялся вывести его на чистую воду. Теперь Джо и остальные полностью уверены в вине Питера, что очень радует Стьюи.
Питера вызывают на допрос в полицейский участок, и вскоре он предстаёт в суде, где присяжные признаю́т его виновным в убийстве Лоис Гриффин, и судья назначает ему пожизненное заключение. Но за секунду до окончания вынесения приговора в дверях появляется Лоис. Она публично обвиняет в убийстве себя Стьюи.
Эпизод заканчивается надписью «продолжение следует…»

## Производство
Этот эпизод фактически является 102-м, но 100-м, юбилейным, по версии канала FOX.
Название и суть эпизода являются антонимом к эпизоду предыдущего сезона «Stewie Loves Lois». Следующий эпизод является прямым продолжением этого.
Автор сценария: Дэвид Гудман
Режиссёр: Джон Холмквист
Композитор: Рон Джоунс
Приглашённые знаменитости: Саймон Ковелл, Пола Абдул

## Оценки
Эпизод получил одобрительные отзывы от регулярных критиков «Гриффинов».